# Тайхутту, М.Й. Ханс
М.Й. Ханс Тайхутту (нидерл. M.J. Hans Taihuttu; 1909 — ?) — индонезийский футболист, нападающий.

## Биография
В 1938 году играл за индонезийский клуб «Йонг Амбон Батавия».
Выступал за сборную Голландской Ост-Индии. В 1938 году главный тренер сборной Йоханнес Христоффел ван Мастенбрук вызвал Тайхутту на чемпионат мира, который проходил во Франции и стал первым мундиалем для Голландской Ост-Индии и Индонезии в истории. На турнире команда сыграла одну игру в рамках 1/8 финала, в котором она уступила будущему финалисту турнира Венгрии (6:0). Тайхутту принял участие в этом матче.